# Taavi Vilhula

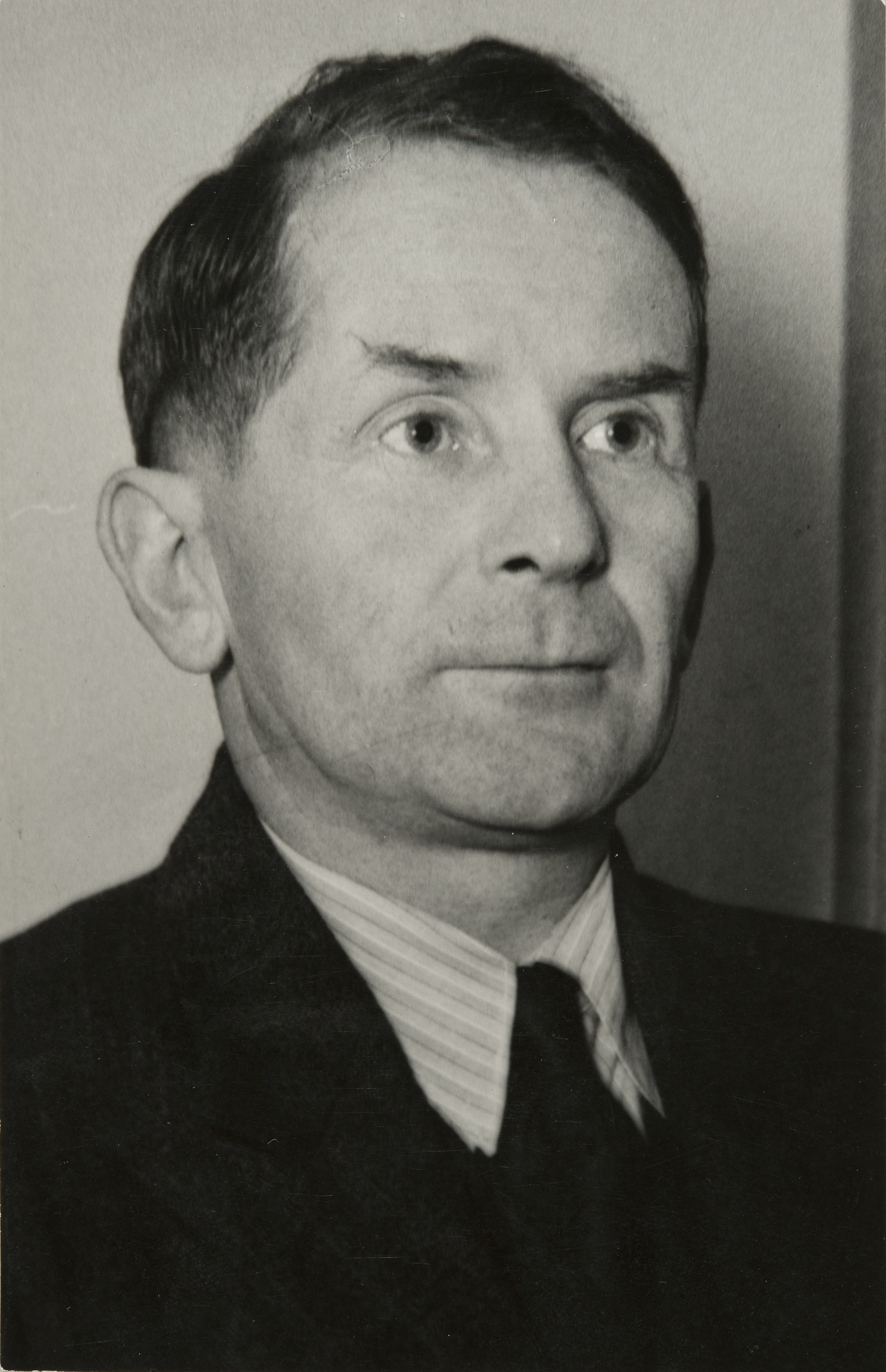
Taavi Vilhula

Taavi (David) Nikolai Vilhula (* 26. November 1897 in Multia; † 20. März 1976 in Helsinki) war ein finnischer Politiker des Landbundes (Maalaisliitto), der zwischen 1929 und 1930 sowie erneut von 1933 bis 1954 langjähriges Mitglied des Parlaments (Eduskunta) war. Als Minister für öffentliche Wohlfahrt und Volksversorgung zwischen 1946 und 1948 war er in den Jahren nach dem Fortsetzungskrieg (1941 bis 1944) an der Entscheidungsfindung über die Verhandlungen über den Pariser Friedensvertrag 1946 und den Vertrag über Freundschaft, Zusammenarbeit und Hilfe zwischen Finnland und der Sowjetunion beteiligt. Er gehörte der Opposition innerhalb des Landbundes an, die unter anderem die Aufnahme von Verhandlungen mit der Sowjetunion über einen Verteidigungspakt im Jahr 1948 ablehnte. Er war ferner von 1950 bis 1951 Landwirtschaftsminister. Nach seiner politischen Tätigkeit bekleidete er Schlüsselpositionen in der Versicherungswirtschaft und war unter anderem von 1954 bis 1957 Generaldirektor der Finnischen Landversicherungsgesellschaft auf Gegenseitigkeit sowie zwischen 1958 und 1964 Vorstandsvorsitzender der Aura-Versicherungsgesellschaften.

## Leben
Taavi (David) Nikolai Vilhula, Sohn des Landwirts Taavi Vilhula und dessen Ehefrau Heleena Koistinen, begann nach dem Schulbesuch 1917 ein Studium der Agrarwissenschaften, das er 1923 als Agraringenieur abschloss. Bereits 1922 nahm er eine Tätigkeit als landwirtschaftlicher Berater auf und war zwischen 1923 und 1954 Sekretär und Geschäftsführer der Mittelfinnischen Landwirtschaftsgesellschaft in Jyväskylä. Bei der Parlamentswahl am 1. und 2. Juli 1929 wurde er für den Landbund (Maalaisliitto) erstmals zum Mitglied des Parlaments (Eduskunta) gewählt und vertrat in diesem zwischen dem 1. August 1929 und dem 20. August 1930 den Wahlkreis Vaasa. Bei der Parlamentswahl vom 1. bis 3. Juli 1933 wurde er für den Landbund im Wahlkreis Vaasa erneut zum Mitglied des Parlaments gewählt, dem er nach seinen darauf folgenden Wiederwahlen mehr als zwanzig Jahre lang vom 1. September 1933 bis zum 28. März 1954 angehörte. Während seiner Parlamentszugehörigkeit war er zwischen 1938 und 1946 Vorsitzender des Landwirtschaftsausschusses sowie zeitweise Vorsitzender der Fraktion des Landbundes.

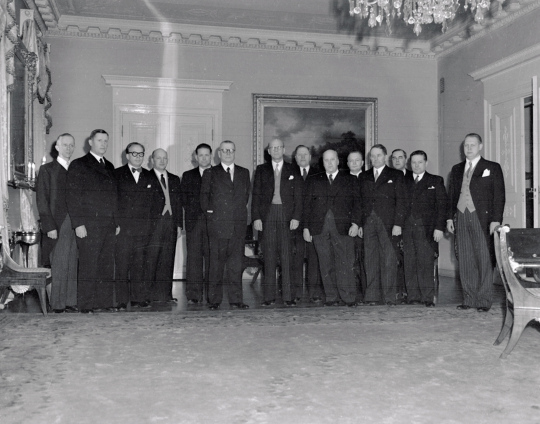
Kabinett Kekkonen I (1950)

Nach Ende des Zweiten Weltkrieges übernahm Vilhula im Kabinett Pekkala zwischen dem 26. März 1946 und dem 29. Juli 1948 das Amt als Minister für öffentliche Wohlfahrt und Volksversorgung (Kansanhuoltoministeri). Als solcher war er in den Jahren nach dem Fortsetzungskrieg (25. Juni 1941 bis 19. September 1944) zwischen Finnland und der Sowjetunion, der mit einem sowjetischen Sieg endete und am 19. September 1944 zum Waffenstillstand von Moskau führte, an der Entscheidungsfindung über die Verhandlungen über den Pariser Friedensvertrag 1946 und den Vertrag über Freundschaft, Zusammenarbeit und Hilfe zwischen Finnland und der Sowjetunion beteiligt. Er gehörte der Opposition innerhalb des Landbundes an, die unter anderem die Aufnahme von Verhandlungen mit der Sowjetunion über einen Verteidigungspakt im Jahr 1948 ablehnte.
Am 17. März 1950 wurde Taavi Vilhula als Landwirtschaftsminister (Maatalousministeri) in das Kabinett Kekkonen I berufen, dem er bis zum 17. Januar 1951 angehörte. Nach seinem Ausscheiden aus der Regierung fungierte er zwischen 1951 und 1953 abermals Vorsitzender des Landwirtschaftsausschusses des Parlaments.
Nach seiner politischen Tätigkeit bekleidete er Schlüsselpositionen in der Versicherungswirtschaft und war unter anderem von 1954 bis 1957 Generaldirektor der Finnischen Landversicherungsgesellschaft auf Gegenseitigkeit sowie zwischen 1958 und 1964 Vorstandsvorsitzender der Aura-Versicherungsgesellschaften. 1929 heiratete er Ellen Partanen.